# Fredrik Bergström
Fredrik Bergström, född 19 mars 1975 i Umeå, är en svensk badmintonspelare. Han deltog i OS 2000 i Sydney och 2004 i Aten. I Aten tog han sig tillsammans med Johanna Persson till kvartsfinal i mixed dubbel, där de slogs ut av kineserna Zhang Jun och Gao Ling. Fredrik har en bronsmedalj i mixeddubbel med Johanna Persson från EM 2004. På klubbnivå har han företrätt IFK Umeå.